# Douăzeci de mii de leghe sub mări
20.000 de leghe sub mări (în franceză Vingt mille lieues sous les mers) este unul dintre cele mai cunoscute romane ale lui Jules Verne, apărut între 1869-1870. Opera a fost publicată inițial sub formă serializată în Magasin d'Éducation et de Récréation între 20 martie 1869 și 20 iunie 1870, primul volum fiind publicat în octombrie 1869. Din cauza Războiului franco-prusac din 1870, al doilea volum nu a fost publicat decât în luna iunie a anului 1870, marea ediție ilustrată fiind scoasă pe piață pe 16 noiembrie 1871.
Acesta este un fel de roman inițiatic, în care se împletesc elemente didactice, aventurile, imaginarul și confruntarea cu necunoscutul. În această carte, Jules Verne anticipează tehnologia submarinului, ale cărui modele primitive existau deja la data publicării romanului.
Verne a scris o continuare la acest roman, Insula misterioasă, în care furnizează mai multe detalii despre căpitanul Nemo (sau prințul Dakkar).

## Conținut

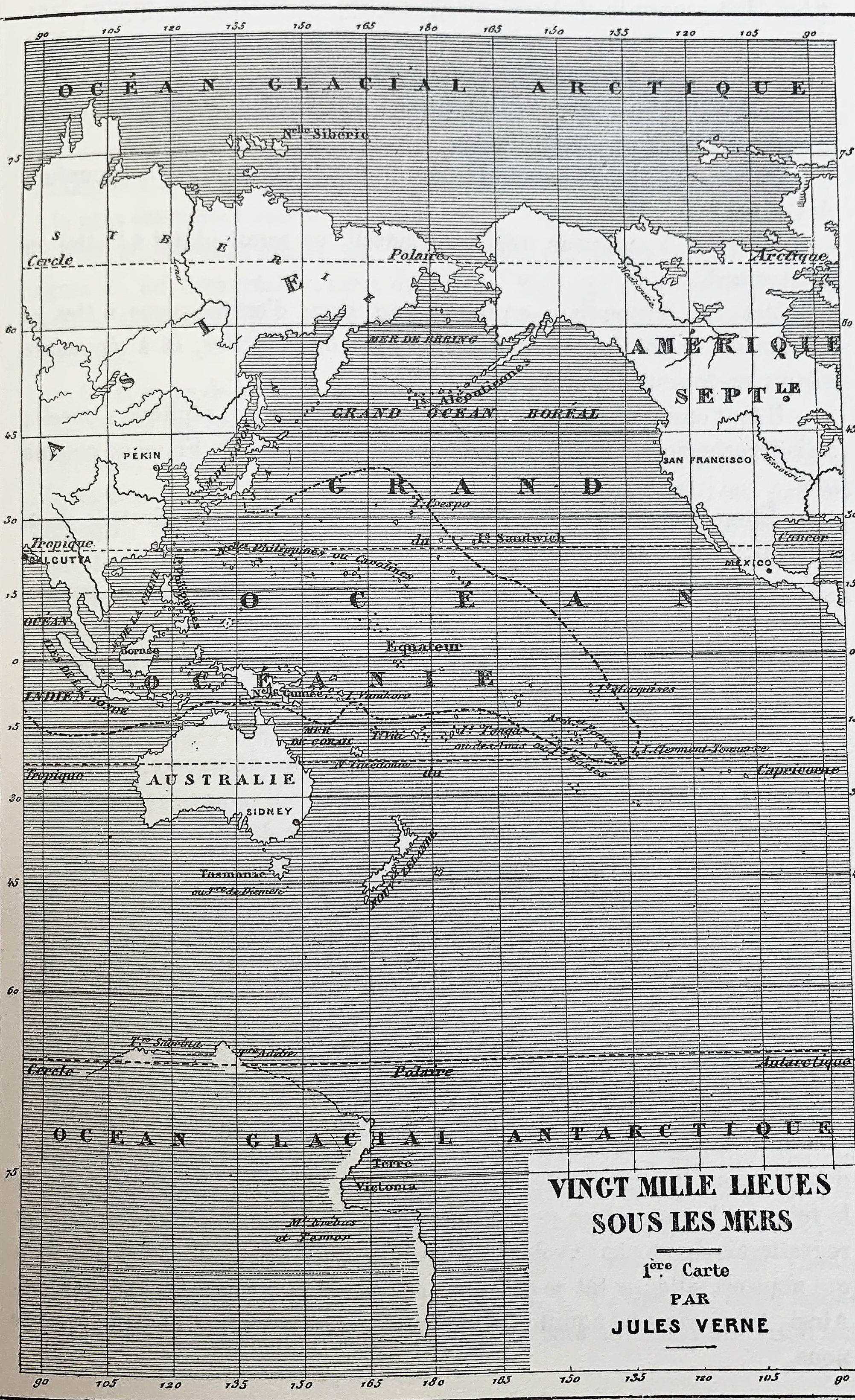
Harta aventurilor submarinului Nautilus în Pacific

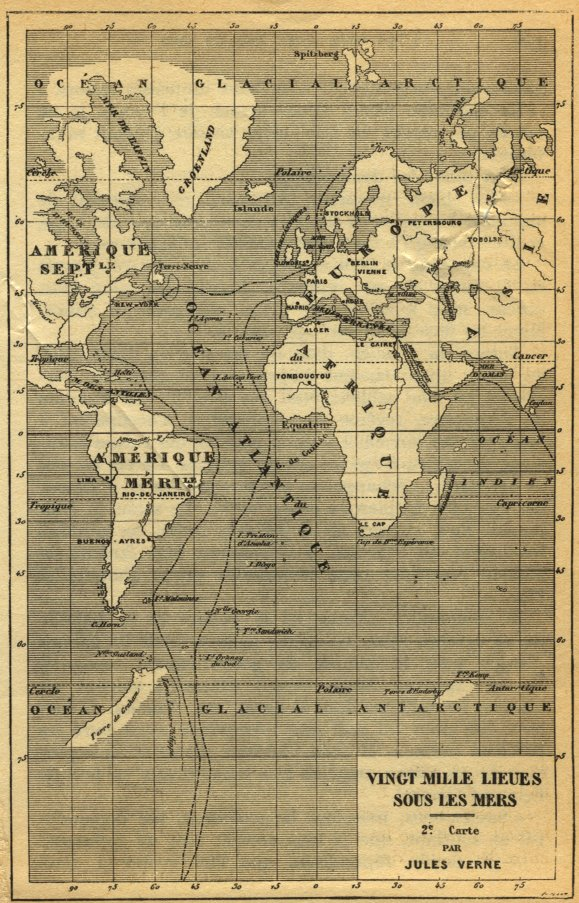
Harta aventurilor submarinului Nautilus în Atlantic

Romanul prezintă povestea căpitanului Nemo și a submarinului Nautilus, așa cum o vede profesorul francez Pierre Aronnax, autor al cărții Secretele adâncimilor oceanului.
În anii 1866-1867 se semnalează numeroase dezastre maritime misterioase pe toate mările lumii. Printre speculațiile presei legate de cauza acestora se numără un monstru marin necunoscut pînă atunci, sau un vehicul subacvatic cu o forță mecanică extraordinară. Aronnax bănuiește existența unui narval uriaș, care străpunge corăbiile cu molarii.
În calitatea sa de cercetător marin, în anul 1867 Aronnax este invitat de guvernul american să clarifice aceste fenomene. Împreună cu servitorul său, Conseil, un om calm și liniștit, Aronnax se urcă la bordul fregatei Abraham Lincoln.
După săptămâni de căutare în Pacificul de Nord, Aronnax își atinge obiectivul. În timpul urmăririi, Aronnax, slujitorul Conseil și harponierul canadian Ned Land sunt duși în largul mării. În cele din urmă găsesc o suprafață de sprijin, care se dovedește a fi presupusul „monstru” căutat. După un timp se deschide o trapă și cei trei sunt duși de membrii echipajului într-o celulă a submarinului. Mai târziu sunt prezentați căpitanului care se numește Nemo, ceea ce înseamnă „Nimeni” în latină.
În conversațiile cu misteriosul căpitan Nemo, Aronnax află cu timpul detalii legate de capacitățile tehnice ale submarinului Nautilus, dar nimic despre căpitan și echipaj. Nemo nu numai că a rupt legătură cu umanitatea, ci și cu suprafața pământului, aprovizionându-se exclusiv cu plante și fructe de mare. El exploatează straturile sedimentare de cărbuni, pentru a produce energia electrică necesară propulsiei navei sale. Despre trecutul său, Nemo povestește foarte puțin; abia în cea de-a doua parte a romanului el dă detalii despre soarta sa tragică: țara, soția și copiii i-au fost luate de „puteri pământești”, lucru care l-a determinat să lupte pentru răzbunarea celor asupriți, cutreierând mările. Deoarece nimeni nu are voie să afle secretul căpitanului Nemo, eliberarea celor trei naufragiați este imposibilă, aceștia fiind forțați să participe la o călătorie în jurul lumii în submarin.
În această călătorie ei trec prin tot felul de aventuri, cum sunt lupta cu o caracatiță uriașă și cu un rechin, survolarea ruinelor Atlantidei scufundate și descoperirea Polului Sud de către căpitanul Nemo — atunci încă nu se știa că Polul Sud se află pe terenul continentului Antarctida — din care sunt salvați de Nautilus. Jules Verne descrie victoria tehnologiei asupra naturii — tehnologia făcând totul posibil. Pe de altă parte, autorul sugerează, prin intermediul biografiei, faptelor și declarațiilor lui Nemo, riscurile legate de utilizarea fără discernământ a tehnologiei.
Pe parcursul călătoriei, profesorul Aronnax intră în conflict cu el însuși. Pe de o parte, ca om de știință, ar vrea să rămână cât mai mult la bordul submarinului, pentru ca împreună cu căpitanul Nemo să exploreze lumea submarină, dar, pe de altă parte, harponierul Ned Land își exprimă dorința de a fugi de pe navă. Antipatia resimțită de Ned Land față de căpitanul Nemo nu poate fi ștearsă nici chiar de incidentul în care cei doi ce își salvează reciproc viața, așa încât profesorul Aronnax se simte „rupt în două”. Acest conflict al profesorului cu el însuși este rezolvat în penultimul capitol al romanului, când naufragiații asistă la scufundarea unei nave de către căpitanul Nemo. După acest incident, Nemo este vizibil afectat de sentimente de vinovăție și nesiguranță, iar echipajul începe să dea semne de slăbiciune și nesupunere. Cei trei prizonieri reușesc să scape în apropierea coastei Norvegiei, după care Nautilus dispare, fiind cuprins de Maelstrom.

### Capitolele cărții
| - Capitolul I O stâncă mișcătoare - Capitolul II Pentru și contra - Capitolul III Cum dorește domnul! - Capitolul IV Ned Land - Capitolul V La întâmplare - Capitolul VI Cu toată viteza - Capitolul VII O balenă de specie necunoscută - Capitolul VIII Mobilis in mobile - Capitolul IX Furiile lui Ned Land - Capitolul X Omul mărilor - Capitolul XI Nautilus - Capitolul XII Totul cu ajutorul electricității - Capitolul XIII Câteva cifre - Capitolul XIV Fluviul Negru - Capitolul XV O invitație scrisă - Capitolul XVI O plimbare pe câmp - Capitolul XVII O pădure submarină - Capitolul XVIII Patru mii de leghe sub Pacific - Capitolul XIX Vanikoro - Capitolul XX Strâmtoarea Torres - Capitolul XXI Câteva zile pe uscat - Capitolul XXII Trăsnetul căpitanului Nemo - Capitolul XXIII Aegri somnia - Capitolul XXIV Împărăția mărgeanului | - Capitolul I Oceanul Indian - Capitolul II O nouă propunere a căpitanului Nemo - Capitolul III O perlă de zece milioane - Capitolul IV Marea Roșie - Capitolul V Arabian-Tunnel - Capitolul VI Arhipelagul grecesc - Capitolul VII Mediterana în patruzeci de ore - Capitolul VIII Golful Vigo - Capitolul IX Un continent dispărut - Capitolul X Cărbunele submarin - Capitolul XI Marea Sargaselor - Capitolul XII Cașaloți și balene - Capitolul XIII Banchiza - Capitolul XIV Polul Sud - Capitolul XV Accident sau incident? - Capitolul XVI Fără aer - Capitolul XVII De la Capul Horn la Amazon - Capitolul XVIII Caracatițele - Capitolul XIX Golf-Stream - Capitolul XX La 47°24' latitudine și 17°28' longitudine - Capitolul XXI Dezastrul - Capitolul XXII Ultimele cuvinte ale căpitanului Nemo - Capitolul XXIII Încheiere |

Ilustrații din roman
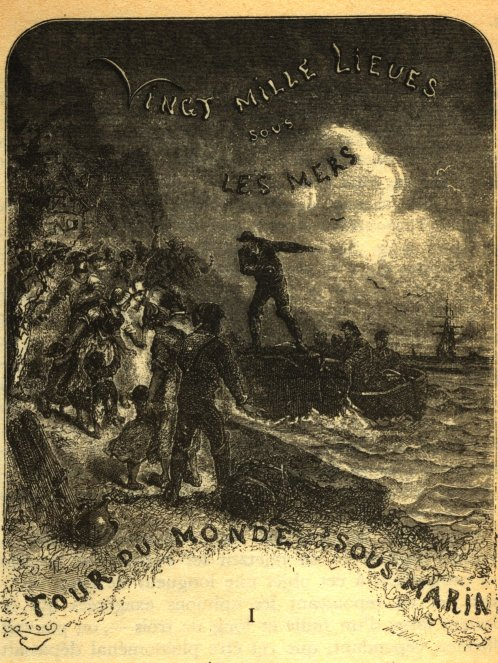
Imaginea coperții primului volum al ediției princeps
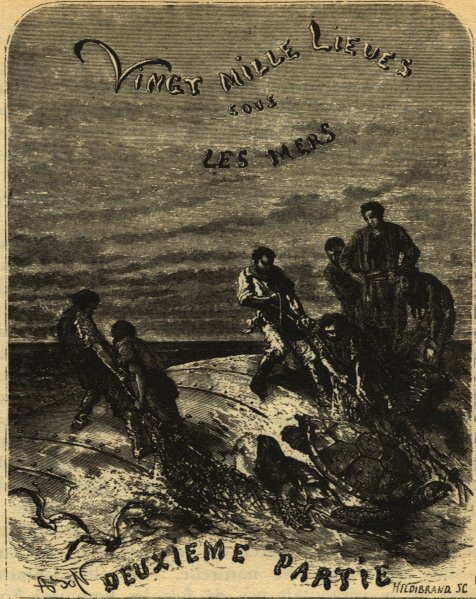
Imaginea coperții celui de-al doilea volum al ediției princeps
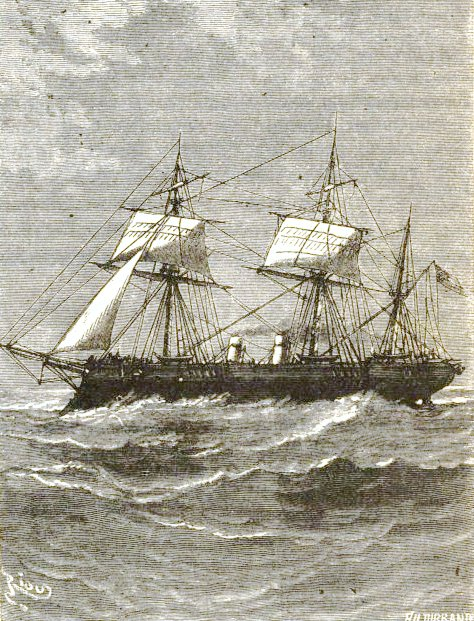
Fregata Abraham Lincoln
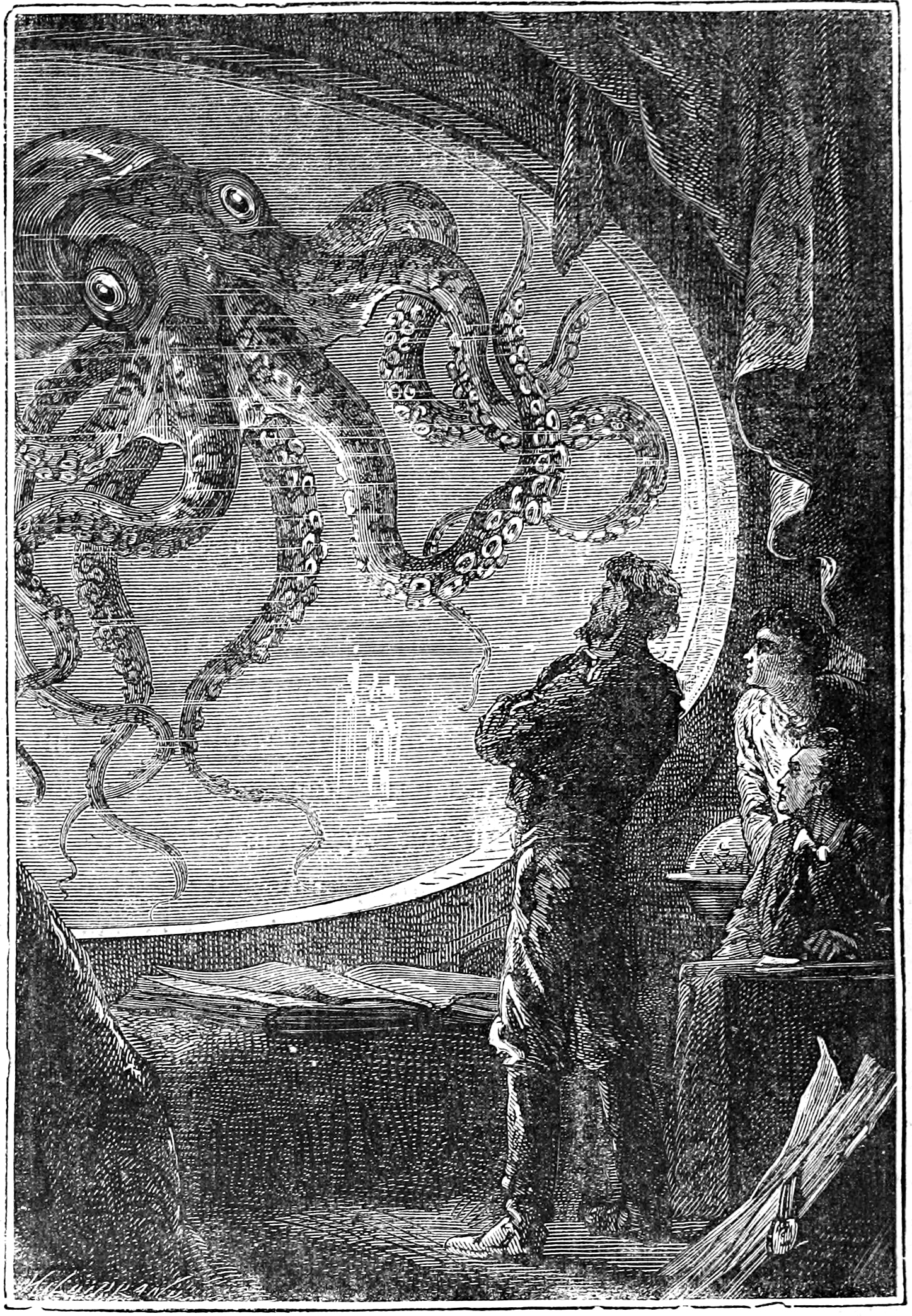
Călătorii admiră prin hubloul Nautilusului o caracatiță uriașă
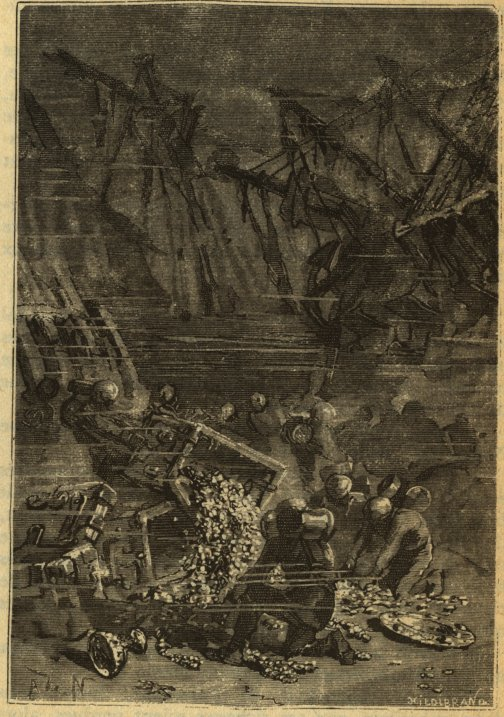
Echipajul lui Nemo adună tezaurul unei navei scufundate

## Știință și science-fiction
Romanul este un pretext pentru descrierea mediului marin. Ideea sa datează din vara anului 1865, în urma unei sugestii dintr-o scrisoare a lui George Sand, prietenă cu Hetzel, care apreciase foarte mult Cinci săptămâni în balon și O călătorie spre centrul Pământului. Iată paragraful care l-a inspirat pe Verne, rămas posterității datorită faptului că scrisoarea a ajuns, în 1897, în mâinile lui Adolphe Brisson: „Vă mulțumesc, Domnule, pentru cuvintele extraordinare pe care le-ați pus în două opere deosebite, care au reușit să-mi distragă atenția de la o mare durere și m-au făcut să uit îngrijorarea. Nu am decât o părere de rău în ceea ce le privește, anume aceea că le-am terminat și nu mai am încă o duzină de citit. Sper că ne veți călăuzi și prin profunzimile mării și că vă veți face personajele să călătorească în acele aparate de plonjat pe care știința și imaginația dvs. vă vor permite să le perfecționați”". Prima aluzie legată de roman datează din luna august 1866, când Verne a terminat al treilea volum din Copiii căpitanului Grant.
„Pregătesc și Călătoria sub ape, iar fratele meu și cu mine aranjăm mecanica necesară expediției. Mă gândesc să exploatăm electricitatea, dar încă nu ne-am decis.”
Scrierea romanului a fost decalată de moartea lui Théophile-Sébastien Lavallée, survenită în aceeași lună. Hetzel îi comandase acestuia o Geografie ilustrată a Franței și a coloniilor sale, căreia scriitorul apucase să îi finalizeze doar prefața. Sarcina i-a fost dată lui Verne și, abia după finalizarea ei, acesta a putut să se ocupe de noul roman.
Jules Verne a folosit pentru scrierea lui cunoștințele științifice ale epocii, dar a realizat și o operă de anticipație, prin imaginarea posibilității coborârii la adâncimi încă neexplorate la acea dată.
- Oceanografia, biologia marină și ihtiologia i-au oferit lui Jules Verne materialul cu care a umplut pagini întregi de descrieri precise. Imaginea oceanelor golite de pești, mamifere și meduze a devenit realitate la începutul secolului XXI.

- Submarinul a constituit opera de anticipație a lui Verne care, pornind de la tehnologia epocii, a descris un aparat mult mai performant decât modelele existente la data scrierii romanului. Denumit în cinstea lui Nautilus, realizat în 1797 de inginerul american Robert Fulton, submarinul folosește electricitatea, produsă prin folosirea resurselor minerale generos oferite de mediul marin. În realitate, a fost nevoie să treacă treizeci de ani de la apariția romanului pentru a se construi submarinul Narval, primul aparat operațional care folosea o propulsie mixtă - mașină cu aburi și electricitate. Primul submarin nuclear a fost denumit USS Nautilus (SSN-571) și a fost inaugurat în 1954.

- Scufundarea, costumul de scafandru și vânătoarea subacvatică i-au dat lui Jules Verne ocazia să menționeze numele lui Benoît Rouquayrol, Auguste Denayrouze, Heinrich Daniel Ruhmkorff, Cowper Phipps Coles (pe care îl numește Philippe Coles). Imprecizia ortografiei a făcut dificilă munca istoricilor, cum este cazul chimistului austriac Leniebroek, pe care specialiștii și amatorii încearcă să îl identifice.

## Teme abordate în cadrul romanului
- Elogiu adus tehnologiei și electricității, care permite funcționarea mașinăriilor de pe Nautilus.
- Izolarea în adâncurile oceanului a unui om exilat de către societate din rațiuni obscure și care vrea să își ascundă secretele (de unde și numele ”Nemo”)
- Dorința de libertate (care îl animă pe Ned Land)
- Dorința de a cuceri (care îl animă pe căpitanul Nemo, acesta arborându-și steagul la Polul Sud)
- Dorința distrugerii din rațiuni ideologice, condamnată de Verne.

## Lista personajelor
- Pierre Aronnax - profesor supleant la Muzeul de istorie naturală din Paris
- Conseil - servitorul său, flamand
- Ned Land - canadian francez, harponier la bordul lui Abraham Lincoln
- Căpitanul Nemo
- Căpitanul Anderson
- Comandantul Farragut
- Secundul căpitanului Nemo
- Echipajul de pe Nautilus

## Adaptări

### Film
- 1907 -  Vingt mille lieues sous les mers - scurtmetraj mut realizat de Georges Méliès.
- 1916 - 20,000 Leagues Under the Sea (film din 1916) - film mut realizat de Stuart Paton, cu Allan Holubar în rolul căpitanului Nemo.
- 1952 - 20,000 Leagues Under the Sea - o adaptare în două părți pentru antologia science fiction de televiziune Tales of Tomorrow (partea întâi a fost intitulată The Chase, iar partea a doua The Escape).
- 1954 - 20,000 Leagues Under the Sea -  realizat de Richard Fleischer pentru studiourile Disney, cu James Mason în rolul căpitanului Nemo, Paul Lukas în rolul profesorului Aronnax, Peter Lorre în rolul lui Conseil și Kirk Douglas în rolul lui Ned Land.
- 1966 - căpitanul Nemo își face apariția în coproducția italiano-cehoslovacă Ukradená vzducholod, în regia lui Karel Zeman.
- 1969 - Captain Nemo and the Underwater City - un film britanic de James Hill bazat pe personajele romanului, cu Robert Ryan în rolul căpitanului Nemo.
- 1973 - căpitanul Nemo și Nautilus sunt prezenți în serialul francez de televiziune în șase episoade  L'Île mystérieuse realizat de Juan Antonio Bardem și Henri Colpi, cu Omar Sharif în rolul căpitanului.
- 1975 - Капитан Немо - un film sovietic în regia lui Vasili Levin.
- 1978 - The Return of Captain Nemo - un film realizat de Alex March și Paul Stader.
- 1979 - The Black Hole - un film science fiction care pornește de la ideea cărții, în regia lui Gary Nelson. Căpitanul nebun interpretat de Maximilian Schell este o versiune ucigașă mult mai puțin simpatică a căpitanului Nemo. Părul, mustața și barba lui amintesc de ecranizarea din 1954.
- 1997 - 20,000 Leagues Under the Sea - adaptare pentru televiziune realizată de Michael Anderson, cu Ben Cross în rolul căpitanului Nemo.
- 1997 - 20,000 Leagues Under the Sea - adaptare pentru televiziune realizată de Rod Hardy, cu Michael Caine în rolul căpitanului Nemo.
- 1997 - Crayola Kids Adventures: 20,000 Leagues Under the Sea - un program video educațional pentru copii inspirat de carte, realizat de Michael Kruzan.
- 2003 - The League of Extraordinary Gentlemen - deși nu este o ecranizare a romanului vernian, conține o versiune indiană a căpitanului Nemo (și a submarinului Nautilus) care este membru al 'Ligii' supereroilor secolului al XIX-lea. Filmul a fost regizat de Stephen Norrington și îl are în distribuție pe Sean Connery. Rolul căpitanului Nemo este interpretat de Naseeruddin Shah.
- 2007 - 30,000 Leagues Under the Sea - o aducere la zi a romanului realizată de Gabriel Bologna, cu Lorenzo Lamas în rolul locotenentului Aronnaux și Sean Lawlor în rolului mizantropului căpitan Nemo.

### Bandă desenată
- 1976 - 20,000 Leagues Under the Sea - o adaptare realizată de Marvel Classics Comics.
- Căpitanul Nemo apare în benzile desenate din seria The League of Extraordinary Gentlemen a lui Alan Moore și Kevin O'Neill.
- 2001-2004 - NEMO - adaptare în patru volume realizată de desenatorul Brüno Thielleux.

### Desene animate
- 1972 - 20,000 Leagues Under the Sea - un film animat de Rankin-Bass, lansat în Statele Unite ale Americii.
- 1973 - 20,000 Leagues Under the Sea - un desen animat australian din seria Famous Classic Tales, realizat de Jules Bass și Arthur Rankin Jr..
- 1974 - The Undersea Adventures of Captain Nemo - o versiune animată futuristă a aăpitanului Nemo și a Nautilusului, realizată pentru televiziunea canadian de Al Guest și Jean Mathieson.
- 1983 - a doua parte a celui de-al doilea sezon din Înconjurul lumii în 80 de zile cu Willy Fog realizat de studioul spaniol al BBC a fost 20,000 Leagues Under the Sea.
- 1985 - 20,000 Leagues Under the Sea - un desen animat de televiziune realizat de Burbank Films Australia, cu Tom Burlinson în rolul lui Ned Land.
- 1990-1992 - Nadia: The Secret of Blue Water și Nadia: The Secret of Fuzzy - serial animat de televiziune japonez regizat de Hideaki Anno inspirat de căpitanul Nemo.
- 1995 - 20 000 lieues dans l'espace - serial animat francez realizat de M6 după romanul lui Jules Verne.
- 2002 - 20,000 Leagues Under the Sea - un film animat de televiziune realizat de studiourile DIC, bazat vag pe ideea romanului. A avut premiera în cadrul programului Nickelodeon Sunday Movie Toons, fiind lansat pe DVD și VHS la scurt timp după aceea de către MGM Home Entertainment.

### Dramatizări
- 1988 - 20 000 de leghe sub mări - dramatizare de Gelu Naum, lansată pe disc de vinil de compania Electrecord, România, cu Nicolae Sireteanu în rolul căpitanului Farragut.
- 2001 - 20,000 Leagues Under the Sea - dramatizare radiofonică a romanului, lansată în Statele Unite.
- 2003 - o adaptare pentru teatru realizată de trupa britanică Walk the Plank, în care limbajul folosit de echipajul Nautilusului a fost păstrată, fiind un amestec de poloneză și persană.

### Divertisment
- Filmul din 1954 al studiourilor Disney a dat naștere unei serii de atracții în parcurile Disney.
  - 20,000 Leagues Under the Sea - un submersibil care a evoluat într-un decor acvatic apropiat de cel al filmului, prezentat în Magic Kingdom din Orlando până la retragerea sa din 1995.
  - Les Mystères du Nautilus din Disneyland Paris - vizitarea submarinului cu reconstituirea atacului calamarului gigant. Atracția este asociată cu Space Mountain, inspirat la rândul său de romanul De la Pământ la Lună.
  - 20,000 Leagues Under the Sea din parcul Tokyo DisneySea - această versiune este asemănătoare celei din Orlando, dar tehnologia este diferită, fiind localizată într-o reconstituire a Insulei misterioase, care găzduiește și O călătorie spre centrul Pământului.

### Jocuri video
- 2002 - Le Secret du Nautilus - joc de aventuri dezvoltat de T-Bot și editat de Cryo Interactive. Povestește istoria unui om de știință al secolului al XXI-lea care redescoperă submarinul abandonat. El trebuie să îl exploreze în detaliu, să îi descopere secretele (cu ajutorul jurnalului holografic al lui Nemo) și să scape de inteligența artificială a motorului, care îi este ostilă.
- 2005 - Retour sur l'île mystérieuse - joc de aventuri dezvoltat de The Adventure Company. Bazat în principiu pe romanul Insula misterioasă, prezintă o eroină eșuată pe insulă în secolul XXI, care se confruntă cu fantoma căpitanului Nemo și găsește Nautilusul amarat într-o cavernă.
- 2005 - Voyage au cœur de la Lune - joc de aventuri dezvoltat de The Adventure Company alături de Retour sur l'île mystérieuse. Prezintă călătoria lui Michel Ardan pe Lună, petrecută în secolul al XIX-lea, focalizându-se asupra romanului De la Pământ la Lună. La sfârșitul jocului, când Ardan revine pe Pământ, el aterizează pe insula misterioasă, fiind întâmpinat de Nemo.

## Traduceri în limba română
- perioada interbelică – Douăzeci de mii de leghe sub mări (2 vol.) – Ed. Cugetarea
- 1949 – 20.000 de leghe sub mări – Ed. de Stat, traducere Lucia Donea-Sadoveanu
- 1955 – 20.000 de leghe sub mări – Ed. Tineretului, 436 pag.,  traducere Lucia Donea-Sadoveanu și Gellu Naum
- 1959 – 20.000 de leghe sub mări – Ed. Tineretului, 392 pag.,  traducere Lucia Donea-Sadoveanu și Gellu Naum
- 1968 – 20.000 de leghe sub mări – Ed. Tineretului, Colecția SF, 494 pag.,  traducere Lucia Donea-Sadoveanu și Gellu Naum
- 1977 – 20.000 de leghe sub mări – Ed. Ion Creangă, colecția ”Jules Verne”, nr. 13, traducere Lucia Donea-Sadoveanu și Gellu Naum, 320 pag.
- 1980 – 20.000 de leghe sub mări – Ed. Nolit-Ceres
- 1989 – 20.000 de leghe sub mări – Ed. Ion Creangă, colecția ”Jules Verne”, nr. 13, traducere Lucia Donea-Sadoveanu și Gellu Naum, 320 pag.
- 1994 – 20.000 de leghe sub mări – Ed. Octopodium, 368 pag.
- 1995 – Douăzeci de mii de leghe sub mări – Ed. Regis, 418 pag., ISBN 973-9413-20-X
- 2003 – 20000 de leghe sub mări – Ed. Cartex 2000, 320 pag., ISBN 973-8202-78-7
- 2003 – 20.000 de leghe sub mări – Ed. Herra, 352 pag., ISBN 973-7923-55-3
- 2005 – 20 000 de leghe sub mări – Ed. Corint Junior, colecția ”Călătoriile extraordinare de Jules Verne”, traducere Manuela Coravu, 376 pag., ISBN 973-7789-53-9
- 2007  – 20 000 de leghe sub mări – Ed. Corint, traducere Manuela Coravu, 400 pag., ISBN 973-135-010-3
- 2007 – Douăzeci de mii de leghe sub mări – Ed. Tedit F.Z.H., colecția ”Picolino”, traducerea P. Starcu, 232 pag., ISBN 973-8007-52-6
- 2009 – 20.000 de leghe sub mări – Ed. Eduard, 480 pag., ISBN 978-973-1995-22-9
- 2010 – 20.000 de leghe sub mări – Ed. Adevărul, colecția ”Jules Verne”, nr. 1, traducere Dan Starcu, 320 pag., ISBN 978-606-539-126-0
- 2010 – 20000 de leghe sub mări – Ed. Maxim Bit, traducere Diana-Simina Ludușan, 288 pag., ISBN 978-973-8976-49-8